# Maksymilian Celeda
Maksymilian Celeda (ur. 9 lutego 1938 w Chruślach) – polski urzędnik, działacz kulturalny i oświatowy.

## Życiorys
Syn Mieczysława i Janiny. Ukończył średnią Szkołę Rzemiosł Artystycznych w Łodzi oraz studia na Wydziale Filozoficzno-Historycznym oraz Ekonomiczno-Socjologicznym Uniwersytetu Łódzkiego. Po studiach pracował w placówkach oświatowych i społeczno-kulturalnych.
W latach 1953–1956 należał do Związku Młodzieży Polskiej, pełnił funkcję wiceprzewodniczącego Zarządu Szkolnego ZMP. W latach 1957–1966 był członkiem Związku Młodzieży Socjalistycznej, pełniąc funkcję m.in. członka Zarządu Łódzkiego ZMS (1961–1965) oraz Plenum Zarządu Łódzkiego ZMS (1965–1967). W 1961 wstąpił do Polskiej Zjednoczonej Partii Robotniczej. Był, między innymi, instruktorem Wojewódzkiego Ośrodka Propagandy Partyjnej w Łodzi (1967–1971) oraz kierownikiem Wydziału Propagandy Komitetu Łódzkiego (1977–1979).
1 lutego 1979 rozpoczął pracę na stanowisku doradcy w Ministerstwie Kultury. W latach 1987–1991 pełnił funkcję dyrektora Instytutu Polskiego w Sofii. Następnie ponownie pracował w resorcie odpowiedzialnym za kulturę, gdzie przez wiele lat był dyrektorem Departamentu Szkolnictwa Artystycznego.
Prezes Fundacji „Stypendia i Nagrody im. Tadeusza Kulisiewicza”, której celem jest promowanie utalentowanych, młodych twórców sztuki współczesnej. Członek Prezydium Przyjaciół Akademii Sztuk Pięknych w Warszawie oraz Prezydium Stowarzyszenia Przyjaciół Łodzi.
Inicjator oraz organizator szeregu przedsięwzięć artystycznych, w tym założenia Polskiej Orkiestry Sinfonia Iuventus, rozbudowy obiektów dydaktycznych (np. PWSFTviT w Łodzi oraz ASP w Łodzi) oraz szkół artystycznych w małych gminach, zwłaszcza wiejskich (m.in. Dydnia, gdzie w 2012 powstała Szkoła Muzyczna I stopnia).

## Odznaczenia i wyróżnienia
- Krzyż Oficerski Orderu Odrodzenia Polski „za wybitne zasługi dla rozwoju i upowszechniania kultury” (2003)[7]
- Krzyż Kawalerski Orderu Odrodzenia Polski[2]
- Medal za Długoletnią Służbę[2]
- Srebrny Medal „Zasłużony Kulturze Gloria Artis” w dziedzinie upowszechnianie kultury (2005)[8]
- Złoty Medal „Zasłużony Kulturze Gloria Artis” w dziedzinie szkolnictwo artystyczne (2022)[8][5]
- Medal Komisji Edukacji Narodowej[2]
- Honorowy obywatel gminy Dydnia (2014)[2]
- Odznaka „Za Zasługi dla Miasta Łodzi” (2005)[6]
- Amicus Academiae ASP w Łodzi (2005)[9]
- Nagroda Ministra Kultury Bułgarii (1999)[3]